# Montezuma (Iowa)
Montezuma és una ciutat de l'Estat d'Iowa, als Estats Units. Forma part del comtat de Poweshiek i és la capital del comtat. Segons el cens del 2000, té una població de 1.440 habitants.